# HD 113703
f Centauri
Ne doit pas être confondu avec F Centauri (= HD 107079).
Désignations
f Centauri (en abrégé f Cen), également désignée HD 113703 ou HR 4940, est une étoile multiple de la constellation australe du Centaure. Elle est visible à l'œil nu avec une magnitude apparente combinée de 4,71.
D'après la mesure de sa parallaxe annuelle par le satellite Gaia, l'étoile primaire est distante de ∼ 400 a.l. (∼ 123 pc) de la Terre. Le système est membre du sous-groupe Bas-Centaure-Croix du Sud de l'association Scorpion-Centaure, qui est l'association d'étoiles massives de types O et B la plus proche du Système solaire.

## Propriétés

### f Centauri A et C
La composante primaire, désignée f Centauri A, est une étoile bleu-blanc de la séquence principale de type spectral B4V. C'est une jeune étoile avec un âge estimé à environ 92 millions d'années et elle tourne rapidement sur elle-même à une vitesse de rotation projetée de 140 km/s. Elle est 4,4 fois plus massive que le Soleil et sa température de surface est de 14 769 K. C'est l'une des étoiles les moins variables parmi celles qui ont été observées par le satellite Hipparcos.

Un compagnon proche avec une magnitude dans la bande K de 9,16, désigné f Centauri C, a été détecté en 2002 à une distance angulaire de 1,55 seconde d'arc. Sa masse vaut 90 % celle du Soleil et sa température de surface est de 5 020 K.

### f Centauri B
f Centauri B est une étoile de magnitude 10,8 qui a été remarquée pour la première fois par J. F. W. Herschel en 1836. En date de 2015, elle était localisée à une séparation de 11,6 secondes d'arc et selon un angle de position de 78° de f Centauri A. C'est une naine orange de type spectral K0Ve, montrant une émission dans les raies H et K du calcium. Sa masse est proche de celle du Soleil, mais elle n'est que 76 % aussi lumineuse que lui et sa température de surface est de 5 129 K. Il s'agit d'une variable de type BY Draconis connue avec la désignation de V1155 Centauri. Sa magnitude varie avec une amplitude de 0,05 magnitude et selon une période d'environ 8 jours, ce qui correspond à la période de rotation de l'étoile.
f Centauri B partage un mouvement dans l'espace commun avec la primaire et elles sont donc probablement physiquement liées, et sa parallaxe annuelle mesurée par Gaia est de 7,97 ± 0,02 mas, ce qui indique qu'elle est distante de ∼ 409 a.l. (∼ 125 pc) de la Terre. L'étoile présente une forte surabondance en lithium, ce qui est généralement associé à un jeune âge. Elle est localisée à environ 0,8 magnitude au-dessus de la séquence principale d'âge zéro et elle se contracte toujours comme une étoile post-T Tauri. C'est également une source de rayons X connue.

### Autres étoiles
Le système pourrait contenir d'autres membres et être constitué de cinq étoiles en tout. Une étude de 2012 a détecté des variations dans la vitesse radiale de l'étoile primaire, indiquant qu'elle pourrait être une binaire spectroscopique à raies simples. Une recherche de 2013 utilisant l'interférométrie à longue base a détecté un objet à une séparation de 8,84 mas de la primaire et les deux étoiles sont désignées Aa et Ab.

La dernière étoile, f Centauri E, brille d'une magnitude de 16,23 et est séparée de 38,7 secondes d'arc de la primaire. Elle possède une parallaxe et un mouvement propre similaires aux autres membres du système,.